# Przełęcz Prehyba
Przełęcz Prehyba (też: Perehyba, ok. 820 m n.p.m.) – przełęcz w południowo-zachodniej części Beskidu Niskiego.
Leży w tzw. Hańczowskich Górach Rusztowych, w jednym z grzbietów (prętów owego "rusztu"), który od Cigelki przez Długi Dział (słow. Dlhy diel), Ostry Wierch, Białą Skałę i Wnyki ciągnie się w kierunku północno-zachodnim aż po Kamienny Wierch i Czereszenne. Siodło przełęczy znajduje się pomiędzy szczytami Białej Skały (903 m n.p.m.) na południowym wschodzie i Stożka (852 m n.p.m.) na północnym zachodzie.
Przełęcz zarośnięta lasem i jałowcami, bez widoków. W siodle przełęczy drewniany krzyż. Przez przełęcz biegnie leśna ścieżka, sporadycznie używana jako przejście z Izb do Ropek.

## Piesze szlaki turystyczne
- : Ropki – Przełęcz Prehyba – Biała Skała (903 m n.p.m.) – Ostry Wierch (938 m n.p.m.).